# NGC 5299
NGC 5299 (również ESO 133-?5) – chmura gwiazd Drogi Mlecznej widoczna w gwiazdozbiorze Centaura. Odkrył ją John Herschel 7 czerwca 1837 roku.
Pozycja obiektu podana w katalogach GC i NGC jest błędna (odległość biegunowa jest tam o 30’ za mała). Prawidłową pozycję podaje oryginalny katalog Herschela opublikowany w 1847 roku. W pozycji tej na niebie widoczna jest duża chmura gwiazd odpowiadająca opisowi podanemu przez odkrywcę.
A.L. Tadross w swojej publikacji z 2011 roku sugeruje, że NGC 5299 to gromada otwarta o średnicy 33', znajdująca się w odległości ok. 3624 lat świetlnych od Słońca oraz 25,5 tys. lat świetlnych od centrum Galaktyki. Przyjął on jednak błędną pozycję obiektu z katalogu NGC przeliczoną na epokę J2000: rektascensja 13h 50m 26s, deklinacja –59° 56′ 54″. Tę błędną pozycję obiektu podaje też baza NASA/IPAC Extragalactic Database (NED).